# Pseudognaptodon xanthus
Pseudognaptodon xanthus är en stekelart som beskrevs av Williams 2004. Pseudognaptodon xanthus ingår i släktet Pseudognaptodon och familjen bracksteklar. Inga underarter finns listade i Catalogue of Life.